# Star Wars: Masters of Teräs Käsi
Star Wars: Masters of Teräs Käsi è un videogioco picchiaduro ispirato all'universo di Guerre stellari e pubblicato nel 1997 da LucasArts.
Teräs Käsi è il nome dell'arte marziale presente nel gioco, ottenuta dalle parole finlandesi teräs (acciaio) e käsi (mano).

## Trama
Masters of Teräs Käsi è ambientato nel periodo tra i film di Guerre stellari Una nuova speranza e L'Impero colpisce ancora. In seguito alla distruzione della Morte Nera per mano di Luke Skywalker l'Impero Galattico vuole vendicarsi dell'Alleanza Ribelle incaricando Arden Lyn di eliminare i ribelli.

## Modalità di gioco
Il videogioco presenta un sistema di combattimento simile a quello presente in Soul Blade e Tekken.
Tra i personaggi giocanti figurano Luke Skywalker, Arden Lyn, Leila Organa (presente in due costumi), Ian Solo, Chewbecca, Boba Fett, Dart Fener, Mara Jade e Jodo Kast. È inoltre possibile impersonare uno stormtrooper, un sabbipode (Hoar) o un gamorreano (Thok).